# Marlon Stöckinger

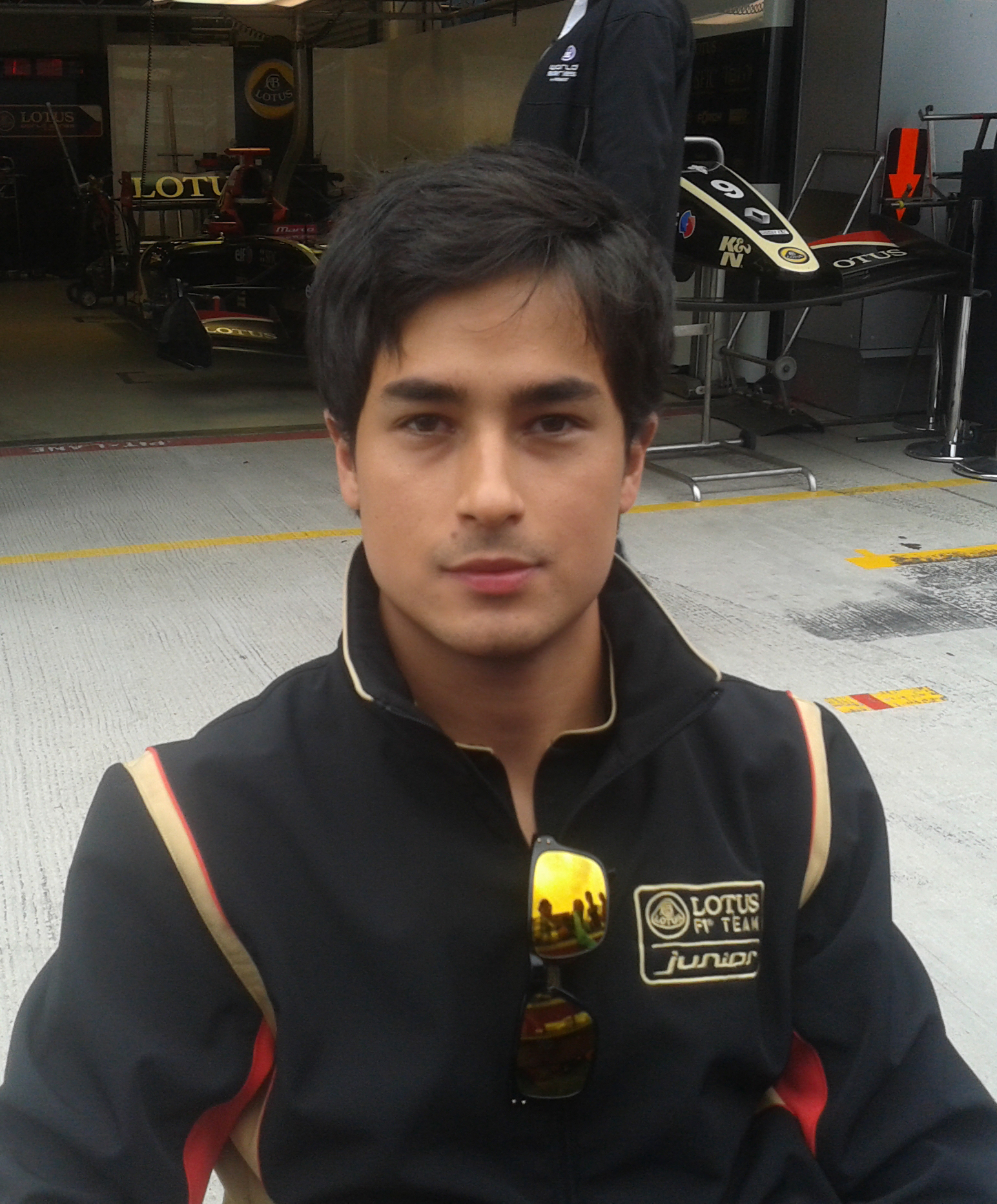
Marlon Stöckinger (2013)

Marlon Alexander Stöckinger (Manilla, 4 april 1991) is een Filipijns-Zwitsers autocoureur. Hij was de eerste Filipijn die een formule-autorace won in Europa.
Stöckinger is in 2006 Aziatisch kartkampioen geworden, in 2007 was hij kampioen in de Filipijnse Rotax Max en in 2008 Formule BMW Pacific Opleiding-winnaar.

## Vroege leven
Stöckinger is de zoon van een Zwitserse zakenman en racefanaat, Tom Stöckinger, en een Filipijnse vrouw, Egin San Pedro; hij woonde in de Filipijnen tot hij 17 was, om vervolgens naar Europa te gaan om een racecarrière op te bouwen.

## Racecarrière
Voorafgaand aan het toetreden aan het Formule Renault-kampioenschap, won Stöckinger titels en prijzen van internationale kampioenschappen zoals de Formule BMW Pacific in 2008, de Senior Rotax Max Wereldfinale in 2007, het Aziatische Kartkampioenschap in 2006, de Junior Rotax Max Wereldfinale in 2005 en de Filipijnse Shell Super Karting Series in 2002. Hij nam deel aan de Formule BMW Europa in 2008 - het eerste seizoen van het kampioenschap nadat de Britse en Duitse kampioenschappen gingen samenwerken - als een gastcoureur, waarbij hij mocht rijden op de Hungaroring (21e en 23e plaats), het Valencia Street Circuit (15e en 23e plaats) en Spa-Francorchamps (20e en 21e plaats).

### Formule Renault
Stöckinger maakte zijn Formule Renault-debuut in de Britse Formule Renault in 2009 op 18-jarige leeftijd, samen met andere rookies zoals Harry Tincknell, Matias Laine and Will Stevens. Hij werd 20ste bij zijn debuut op Brands Hatch en finishte uiteindelijk als 25e in het kampioenschap met 56 punten. Zijn beste resultaat was een 11e plaats in de achtste ronde op Oulton Park.
Het volgende seizoen begon op Thruxton op 3 april en eindigde op 10 oktober op Brands Hatch na twintig ronden in Engeland en, voor het eerst sinds 2006, in Schotland. Nadat Stöckinger als 10e finishte in zijn eerste race van het jaar, wist hij als derde te eindigen op Rockingham Motor Speedway, zijn beste resultaat ooit in twee seizoenen. Op Croft (ronde 8) begon hij vanaf pole position en won de race, waarmee hij de eerste Filipijn werd die een formule-autorace won in Europa. Deze prestatie werd gevolgd door een tweede plaats op hetzelfde circuit, achter Lewis Williamson.

### GP3 Series
In 2011 gaat Stöckinger rijden in de GP3 Series voor het team ATECH CRS GP. Hij behaalde geen punten en zette op Spa-Francorchamps zijn beste resultaat neer met een tiende plaats.
In 2012 blijft Stöckinger rijden in de GP3, maar stapt hij over naar het team Status Grand Prix. De eerste race in Barcelona eindigde hij meteen op het podium om op het Circuit de Monaco zijn eerste GP3-overwinning te behalen. Hierna scoorde hij slechts nog driemaal punten, waardoor hij als tiende in het kampioenschap eindigde met 55 punten.

### Formule Renault 3.5
In 2013 werd Stöckinger opgenomen in het Lotus F1 Junior Team, het opleidingsprogramma van het Formule 1-team Lotus. Hierdoor mag hij dat jaar deelnemen aan de Formule Renault 3.5 Series voor Lotus naast mede-Lotus F1 Junior Team-coureur Marco Sørensen. Met twee zevende plaatsen als beste resultaat eindigde hij als achttiende in het kampioenschap met 23 punten.
In 2014 blijft Stöckinger rijden bij Lotus in de Formule Renault 3.5 Series, maar heeft met Matthieu Vaxivière wel een nieuwe teamgenoot. Op het Autodromo Nazionale Monza behaalde hij zijn eerste podiumplaats en voegde hier op de Nürburgring een tweede podiumplaats aan toe. Uiteindelijk eindigde hij als negende in het kampioenschap met 73 punten.
In 2015 keerde Stöckinger tijdens het raceweekend op de Red Bull Ring eenmalig terug in de Formule Renault 3.5 Series bij Lotus als vervanger van de vertrokken Meindert van Buuren. In de eerste race haalde hij de finish niet, maar in de tweede race herstelde hij dit met een zesde plaats.

### GP2
In 2015 stapt Stöckinger over naar de GP2 Series, waar hij terugkeert bij Status Grand Prix.